# Hysteria!
Hysteria! est une série télévisée américaine créée par Matthew Scott Kane, dont la diffusion est prévue le 18 octobre 2024 sur le service Peacock.

## Synopsis
Dans les années 1980, pendant la panique satanique, la disparition d'un jeune quarterback déclenche des rumeurs occultes. Trois parias d'un groupe de heavy metal nommé Dethkrunch, se réinventent en groupe satanique pour attirer l'attention mais deviennent alors la cible d'une chasse aux sorcières dans la ville.

## Distribution
- Julie Bowen : Linda Campbell
- Bruce Campbell : Le Chef Dandridge
- Emjay Anthony : Dylan Campbell
- Chiara Aurelia : Jordy
- Kezii Curtis : Spud
- Nikki Hahn : Faith
- Anna Camp : Tracy Whitehead

 Sauf indication contraire, les informations mentionnées dans cette section peuvent être confirmées par les bases de données cinématographiques IMDb et Allociné,  présentes dans la section « Liens externes ».